# Tanju Öztürk
Tanju Öztürk (* 26. Juli 1989 in Köln) ist ein deutscher Fußballspieler. Seine bevorzugte Position ist das defensive Mittelfeld.

## Karriere
Nach verschiedenen nordrhein-westfälischen Jugendvereinen schloss sich Öztürk 2006 der U-19-Mannschaft des MSV Duisburg an. Hier spielte er zwei Jahre, bis er in die zweite Mannschaft aufrückte und Stammspieler wurde. Seinen ersten Einsatz in der 2. Bundesliga für den MSV bestritt Öztürk am 26. Spieltag der Saison 2011/12 beim 2:1-Heimsieg gegen den VfL Bochum, als er unter Trainer Oliver Reck in der 88. Minute für Maurice Exslager eingewechselt wurde. Insgesamt kam er auf noch weitere sieben Einsätze jener Spielzeit im deutschen Fußballunterhaus. Zur Saison 2012/13 rückte er fest in den Duisburger Profikader auf und brachte es auf 21 Zweitligaeinsätze. Sportlich erreichte er mit dem Team am Ende der Spielzeit Platz 11, musste jedoch aufgrund eines Lizenzentzugs der Duisburger einen Abstieg in die 3. Fußball-Liga hinnehmen, in welche er es 2013/14 auf 32 Drittligaspiele brachte, in denen ihm ein Tor gelang. Für Duisburgs 1. Herrenmannschaft trat er ab nun nicht mehr in Erscheinung. Für die Zweitvertretung der Zebras absolvierte er bis Ende 2014 lediglich noch drei Spiele in der Fußball-Oberliga Niederrhein.
Im Januar 2015 verließ Öztürk den MSV Duisburg und wechselte zum FC Schalke 04, mit dessen zweiter Mannschaft er in der Regionalliga West spielte. Im Sommer 2016 gab der ehemalige Bundesligist KFC Uerdingen seine Verpflichtung bekannt. Mit dem KFC feierte er die Meisterschaft der Oberliga Niederrhein 2016/17 und stieg in die Regionalliga auf. Am 29. Januar 2019 gab der Verein die Freistellung Öztürks bekannt.
Tanju Öztürk wechselte Ende Januar 2019 ligaintern zum F.C. Hansa Rostock. Er bestritt in der Summe 31 Pflichtspiele für die Ostseestädter, davon 25 Drittliga-Spiele (ein Tor), eins im DFB-Pokal gegen den Zweitligisten VfB Stuttgart und fünf im Mecklenburg-Vorpommern-Pokal (ein Tor), der 2019 und 2020 auch gewonnen werden konnte. Zwei Spieltage vor dem Ende der Drittliga-Saison 2019/20 beendete Öztürk sein Arrangement in Rostock gemäß seiner Vertragslaufzeit.
Zur Spielzeit 2020/21 schloss sich Öztürk dem Regionalligisten Rot-Weiß Oberhausen an. Dort war er Stammspieler und erreichte zwei Mal das Finale des  Niederrheinpokals. Im Juni 2025 wurde Öztürk freigestellt, obwohl erst im Februar der Vertrag über die Saison 2024/25 hinaus verlängert wurde.

## Erfolge
- Sieger des Niederrheinpokals: 2014 (mit dem MSV Duisburg)
- Meister der Fußball-Oberliga Niederrhein: 2017 (mit dem KFC Uerdingen)
- Aufstieg in die Fußball-Regionalliga West: 2017 (mit dem KFC Uerdingen)
- Meister der Fußball-Regionalliga West: 2018 (mit dem KFC Uerdingen)
- Aufstieg in die 3. Liga: 2018 (mit dem KFC Uerdingen)
- Sieger des Niederrheinpokals: 2019 (mit dem KFC Uerdingen)
- Landespokalsieger Mecklenburg-Vorpommern: 2019, 2020 (mit dem F.C. Hansa Rostock)